# آلمیر تورکوویچ
آلمیر تورکوویچ (انگلیسی: Almir Turković؛ زادهٔ ۳ نوامبر ۱۹۷۰) بازیکن سابق فوتبال اهل بوسنی و هرزگوین است.
از باشگاه‌هایی که در آن بازی کرده‌است می‌توان به باشگاه فوتبال سارایوو، باشگاه فوتبال اوسیک، باشگاه فوتبال سرزو اوساکا و باشگاه فوتبال هایدوک اسپلیت اشاره کرد.